# Mikrus

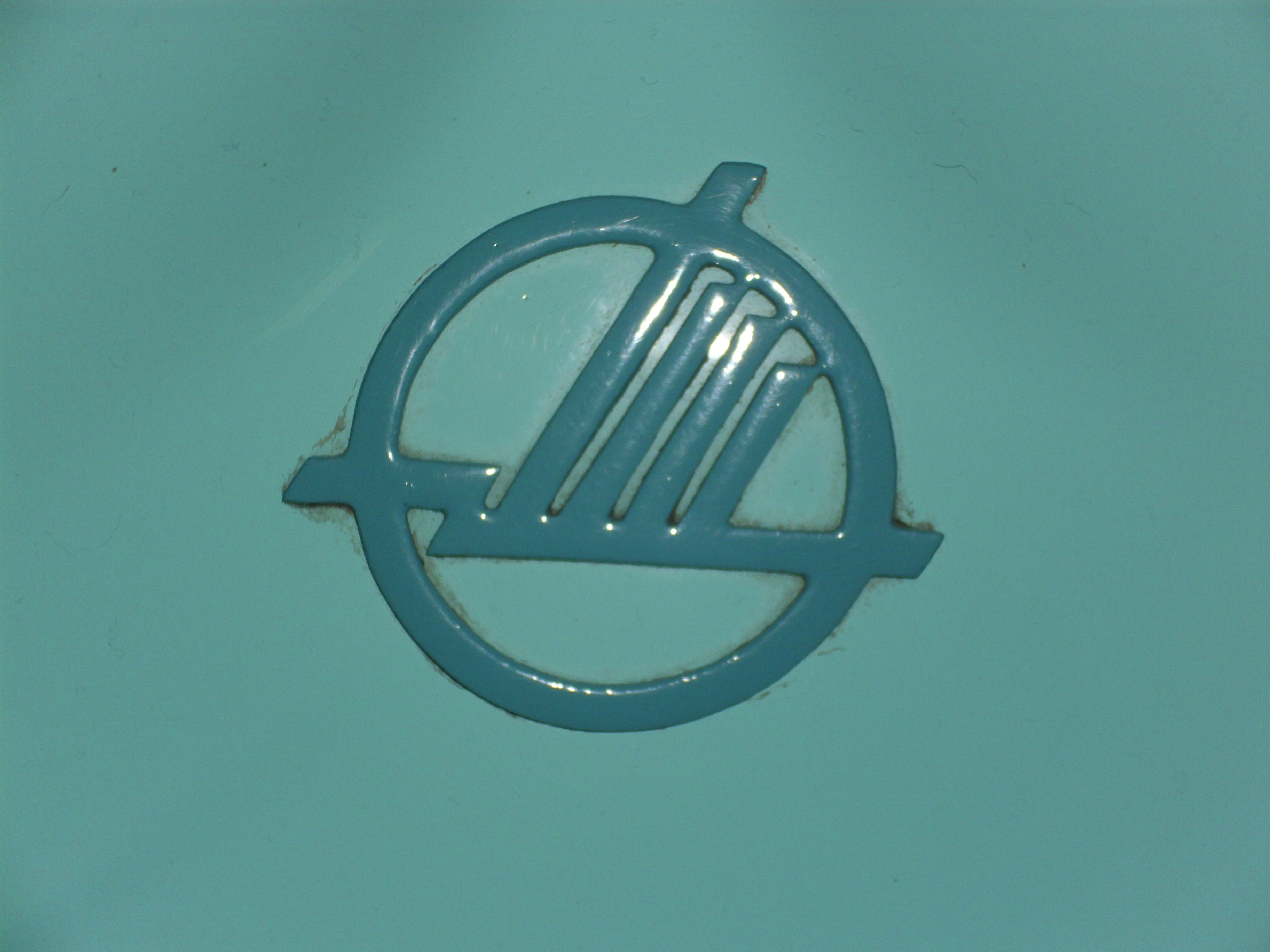
Emblem

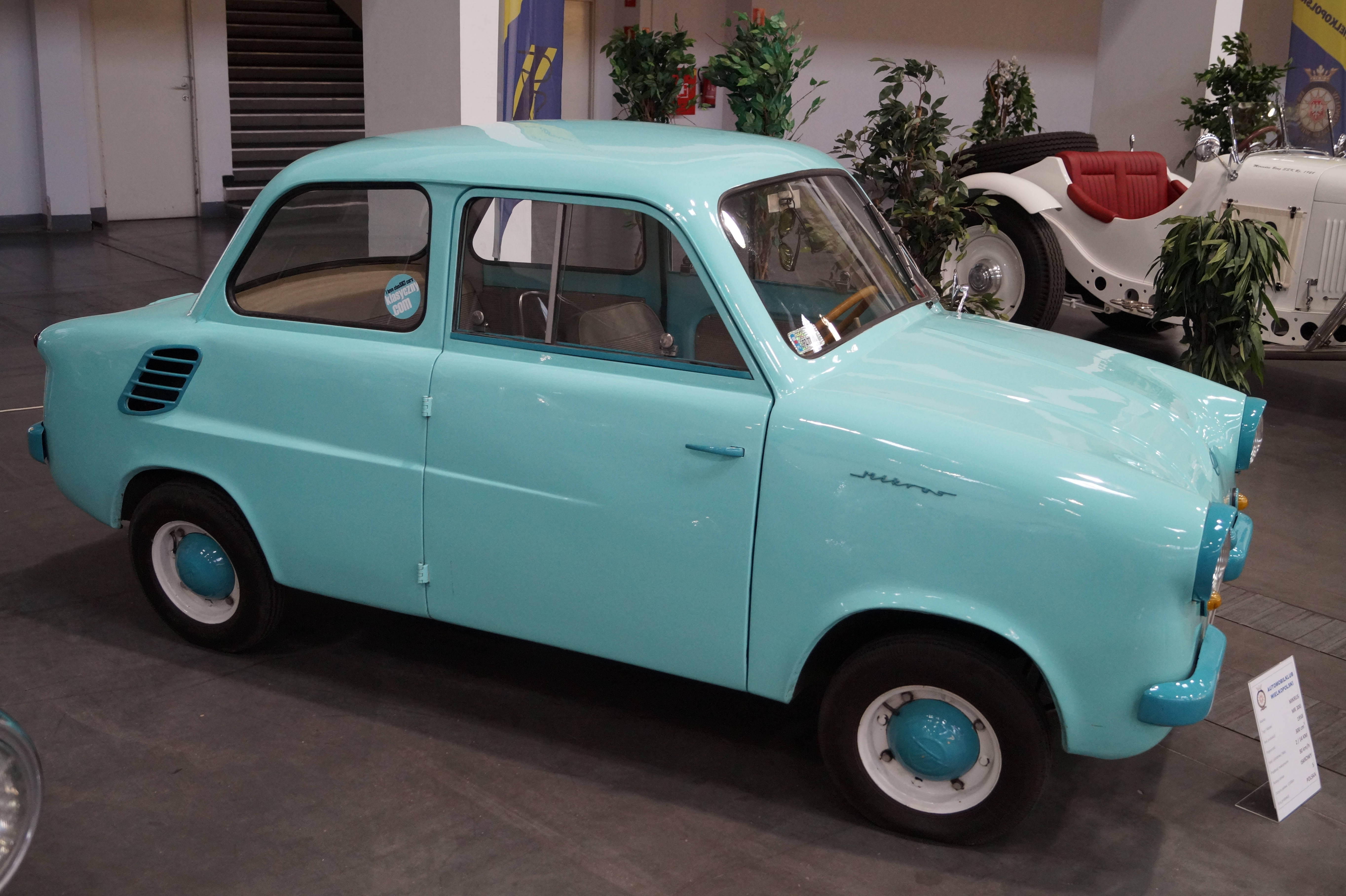
Mikrus MR-300

Mikrus war eine polnische Automarke.

## Markengeschichte
Das Unternehmen WSK Mielec aus Mielec begann 1957 mit der Entwicklung eines Automobils. Die Fertigung lief von 1958 bis 1960. Der Markenname lautete Mikrus. Insgesamt entstanden über 1400 Fahrzeuge.

## Fahrzeuge
Das einzige Modell Mikrus MR-300 war ein Kleinstwagen.